# Laurentisch
Laurentisch ist eine ausgestorbene Sprache oder Gruppe verwandter Sprachen der irokesischen Sprachfamilie, die bis zum 16. Jahrhundert an den Ufern des Sankt-Lorenz-Stroms in den Provinzen Ontario und Québec in Kanada gesprochen wurde.

## Geschichte
Der französische Entdecker Jacques Cartier traf in den Jahren 1535 und 1536 am Sankt-Lorenz-Strom auf Vertreter der Sankt-Lorenz-Irokesen und notierte einige kurze Wortlisten aus ihrer Sprache. Aufgrund des Namens des Flusses wird die Sprache üblicherweise Laurentisch genannt. Als ca. 75 Jahre später erste französische Siedler das Gebiet wieder betraten, waren die Stämme spurlos verschwunden. Die Gründe hierfür sind nicht völlig klar. Durch das Verschwinden der Stämme sind Cartiers Aufzeichnungen die einzigen Quellen über die Sprache.

## Einordnung
Obwohl Cartiers Aufzeichnungen nur sehr begrenztes Material liefern, kann die Sprache eindeutig als irokesische Sprache identifiziert werden. Aus heutiger wissenschaftlicher Sicht ist die Qualität dieser Aufzeichnungen aber unzureichend, um eine genaue Einordnung der Sprache zu den noch heute gesprochenen irokesischen Sprachen zu ermöglichen und um genaue Charakteristika ihrer Grammatik festzustellen. Weiterhin ist unklar, ob es sich bei den von Cartier gesammelten Wörtern um Material aus einer einzigen homogenen Sprache oder einem Dialektkontinuum handelt. Es ist außerdem nicht auszuschließen, dass es sich bei Laurentisch tatsächlich um mehrere verwandte, aber verschiedene Sprachen handelte.

## Vokabular
Nach seiner Rückkehr nach Frankreich veröffentlichte Jacques Cartier einen Bericht, der auch eine Wörterliste enthält. Es folgen einige Beispiele, in Cartiers Schreibweise:
| Deutsch (aus dem Französischen) | Laurentisch    |
| ------------------------------- | -------------- |
| eins                            | segada         |
| zwei                            | tigneny        |
| drei                            | asche          |
| vier                            | honnacon       |
| fünf                            | ouiscon        |
| Kopf                            | aggourzy       |
| Augen                           | hegata         |
| Ohren                           | ahontascon     |
| Mund                            | escahe         |
| Zähne                           | esgougay       |
| Zunge                           | osvache        |
| Hals                            | agouhon        |
| Gesicht                         | hogouascon     |
| Haare                           | aganiscion     |
| Beine                           | agouguenehonde |
| Hände                           | aignoascon     |
| morgen                          | achide         |
| Himmel                          | qenhia         |
| Erde                            | damga          |
| Sonne                           | ysnay          |
| Mond                            | assomaha       |
| Dorf                            | Canada         |
| mein Vater                      | addatht        |
| meine Mutter                    | adanahoe       |
| mein Bruder                     | addagnin       |
| meine Schwester                 | adhoasseue     |